# Бродвей
Бродве́й (англ. Broadway — широкий шлях) — назва найдовшої вулиці Нью-Йорка (понад 25 км), що протягнулася через весь Мангеттен, Бронкс і далі на північ через невеликі містечка до столиці штату Нью-Йорк міста Олбані. Вулиця Бродвей порушує «квадратно-гніздове», перпендикулярне планування Манхеттену. Вона хвилями згинається, «гуляючи» упоперек острова. У районі перетину Бродвею з 42-ю вулицею лежить Таймс-сквер (назва від газети «Нью-Йорк Таймс»). На цій вулиці розташовується знаменитий театральний квартал, тому назва вулиці стала синонімом американського мистецтва театру.

## Історія

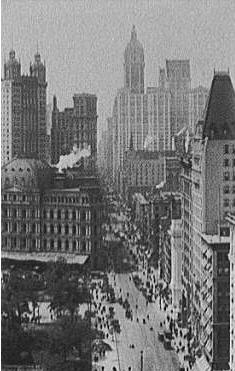
Бродвей у 1909 році

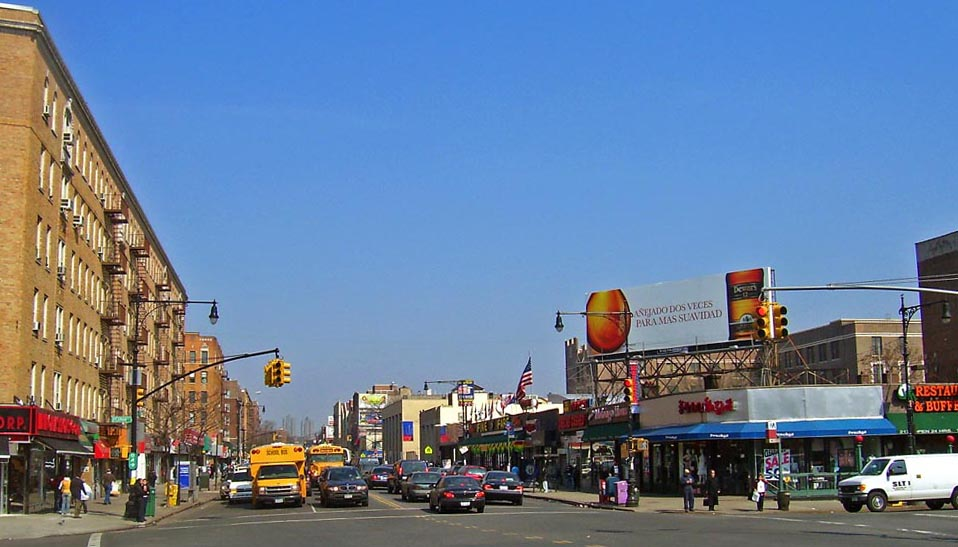
Бродвей на Дикман-стріт в Інвуді

Спочатку Бродвей був стежкою, що звивалась серед боліт і скель острова Мангеттен. Після прибуття голландських поселенців стежка незабаром перетворилася на головну дорогу острова від Нового Амстердама до південного берега. Голландський дослідник і бізнесмен Девід де Вріз перший згадав про цю дорогу у своєму судновому журналі в 1642 році. Голландці називали її «Heerestraat», що можна перекласти як «вулиця лордів». У середині XVIII століття частину вулиці, яка сьогодні відома як Нижній Мангеттен, була названа Грейт Джордж-стріт. Згодом, інші частини сучасного Бродвею також носили різні назви, але з 14 лютого 1899 вся вулиця має назву «Бродвей»

## Напрям
Бродвей пролягає через весь Мангеттен, від Боулінг-Грін на півдні до Інвуда, північного краю острова.